# 惰性氣體窒息
惰性氣體窒息為窒息的一種，是指吸入的空氣中含有過多生理上無作用的惰性氣體（窒息氣體），而缺少了氧氣供給造成的窒息。舉例來說，常造成意外死亡或被刻意用於自殺的惰性氣體有：氬氣、氦氣、氮氣和甲烷。而所謂「生理上無作用」是指該氣體不具有毒性或麻醉特性，且無法作用於心臟和血红蛋白上。相反地，這些氣體僅僅只是作為稀釋劑，降低血液及空氣中的氧氣濃度，最終造成人缺氧死亡。
根據美國化學品安全及危害調查委員會所稱，「呼吸於缺乏氧氣的空氣中可對人體造成非常嚴重且立即的效果，例如當在其之中呼吸一兩口氣之後便會失去意識。處於缺氧環境中的人完全無法警覺到氧氣濃度過低的問題。」在美國，於1992到2002年間有至少80人在因氮氣導致的缺氧事故中死亡，可見惰性氣體具有相當的危害性。
近年來利用惰性氣體造成窒息常被用作一種自殺方法。安樂死的支持者們，例如解脫國際，也在宣傳著利用充斥著惰性氣體的面罩來自殺的技巧，即解脫袋。
屠宰場也會利用惰性氣體窒息來擊暈或殺死即將被屠宰的牲畜。
許多立法者提倡利用氮氣造成的窒息來執行死刑。2015年4月，奧克拉荷馬州長瑪麗·法林正式簽署法案允許了該州以氮氣窒息作為無法執行注射死刑時的替代方案。2018年3月，奧克拉荷馬州檢察長邁克爾·J·杭特和矯正署長喬·M·阿爾伯宣布該州改以氮氣作為主要的死刑手段。2024年1月25日，肯尼斯·尤金·史密斯成为世界上第一个通過惰性氣體窒息被处决的人。

## 意外事件
2021年1月28日，美國喬治亞州蓋恩斯維爾一家禽肉加工廠發生液氮洩漏事件，造成六人死亡，十人受傷。

## 外部連結
- NIOSH respirator fact sheet （页面存档备份，存于）
- U.S. Chemical Safety and Hazard Investigation Board （页面存档备份，存于）
- Criminal Justice Legal Foundation （页面存档备份，存于）
- Death Penalty Information Center （页面存档备份，存于）
- Restraint asphyxia （页面存档备份，存于）
- The Welfare of Birds at Slaughter: Humane Society of the United States comparison of controlled-atmosphere killing (CAK) to electrical water-bath stunning
- Controlled Atmosphere Killing （页面存档备份，存于）: People for the Ethical Treatment of Animals
- Nitrogen Induced Hypoxia as a Form of Capital Punishment （页面存档备份，存于）, by Michael P. Copeland, J.D., Thom Parr, M.S., and Christine Pappas, J.D., Ph.D.